# Culicoides madagascarensis
Culicoides madagascarensis är en tvåvingeart som beskrevs av Meillon 1961. Culicoides madagascarensis ingår i släktet Culicoides och familjen svidknott.
Artens utbredningsområde är Madagaskar. Inga underarter finns listade i Catalogue of Life.